# Challenge de France (baseball)
Il Challenge de France è la seconda competizione di baseball per importanza in Francia dopo il campionato, equiparabile perciò alle coppe nazionali disputate in altri Paesi europei. Vi prendono parte le migliori 8 squadre del campionato. Il Challenge viene giocato annualmente a partire dal 2002, ad eccezione delle stagioni 2004, 2010 e 2020.

## Formula
L'attuale formato del torneo prevede che le squadre siano suddivise in due gruppi da quattro. In ogni gruppo si giocano due partite secche: le vincenti si sfidano a loro volta in una partita che stabilisce la prima semifinalista. Anche le perdenti si incontrano: la vincente gioca contro la squadra che ha perso la partita fra le due vincenti e così viene stabilita la seconda semifinalista. Ognuna delle due squadre ancora imbattute disputa allora la semifinale contro quella che, nell'altro girone, ha perso un incontro; la finale decide il vincitore del Challenge.

## Albo d'oro
| Anno | Vincitore                 | Finalista                 |
| ---- | ------------------------- | ------------------------- |
| 2002 | Rouen Huskies             | Paris UC                  |
| 2003 | Lions de Savigny          | Rouen Huskies             |
| 2004 | edizione non disputata    |                           |
| 2005 | Lions de Savigny          | Rouen Huskies             |
| 2006 | Barracudas de Montpellier | Lions de Savigny          |
| 2007 | Rouen Huskies             | Tigers de Toulouse        |
| 2008 | Templiers de Sénart       | Lions de Savigny          |
| 2009 | Rouen Huskies             | Lions de Savigny          |
| 2010 | edizione non disputata    |                           |
| 2011 | Rouen Huskies             | Lions de Savigny          |
| 2012 | Rouen Huskies             | Lions de Savigny          |
| 2013 | Rouen Huskies             | Templiers de Sénart       |
| 2014 | Templiers de Sénart       | Barracudas de Montpellier |
| 2015 | Rouen Huskies             | Templiers de Sénart       |
| 2016 | Rouen Huskies             | Templiers de Sénart       |
| 2017 | Templiers de Sénart       | Barracudas de Montpellier |
| 2018 | Rouen Huskies             | Templiers de Sénart       |
| 2019 | Templiers de Sénart       | Rouen Huskies             |
| 2020 | edizione non disputata    |                           |
| 2021 | Barracudas de Montpellier | Rouen Huskies             |
| 2022 | Rouen Huskies             | Lions de Savigny          |
| 2023 | Cougars de Montigny       | Rouen Huskies             |

## Titoli per squadra
| Squadra                   | Titoli | Stagioni                                                   |
| Rouen Huskies             | 10     | 2002, 2007, 2009, 2011, 2012, 2013, 2015, 2016, 2018, 2022 |
| Templiers de Sénart       | 4      | 2008, 2014, 2017, 2019                                     |
| Lions de Savigny          | 2      | 2003, 2005                                                 |
| Barracudas de Montpellier | 2      | 2006, 2021                                                 |
| Cougars de Montigny       | 1      | 2023                                                       |